# میلن فلیکا
میلن فلیکا (به فرانسوی: Mylène Flicka) (زادهٔ ۲۲ ژوئیهٔ ۱۹۹۶) وبلاگ‌نویس، فعال حقوق زنان و کارآفرین رسانه‌های اجتماعی اهل بنین است.
نام اصلی او ماری-مادلین فیفام آکروتا است و در سال ۱۹۹۶ متولد شد. وقتی ۱۴ ساله بود، با الهام از رمان دوست من فلیکا اثر مری اوهارا خودش را «میلن فلیکا» نامید. وقتی ۱۷ ساله بود، وبلاگی راه‌اندازی کرد که در مورد حقوق زنان در کشورش، بنین، صحبت می‌کرد. از پول کمکی که برای تحصیل دانشجویی دریافت کرده بود، یک شرکت رسانه‌ای راه‌اندازی کرد تا مسائل مهم اجتماعی را برای جوانان بنین به تصویر بکشد.
میلن فلیکا چندین کمپین آنلاین را برگزار کرده، از جمله کمپین #GiveMeMyCredit برای حمایت از حقوق پدیدآورندگان آثار خلاقانه مثل عکاسان. همچنین، فساد دولتی در تأمین آب برخی روستاها را فاش کرد و در سال ۲۰۱۷، کمپینی به نام #FreeMyBoobs راه‌اندازی کرد که سعی داشت قوانین پوشش برای زنان را تغییر دهد. در سال ۲۰۱۸ به تظاهراتی علیه مالیات بر اینترنت و تماس‌های تلفنی در بنین کمک کرد که این تظاهرات به عقب‌نشینی دولت انجامید. او همچنین در سال ۲۰۱۸ در مجمع ملی فرانسه در روز جهانی دختر سخنرانی کرد.
او دارای مدرک لیسانس ادبیات بنین است و یک دیپلم از دانشکدهٔ ملی اداری و قضایی گرفت و در سال ۲۰۱۸ در پاریس دورهٔ کارشناسی ارشد مدیریت کسب‌وکار را شروع کرد.

## زندگی‌نامه
ماری-مادلین فیفام آکروتا در ۲۲ ژوئیهٔ ۱۹۹۶ به دنیا آمد او نام مستعار میلن فلیکا را در ۱۴ سالگی با الهام از رمان دوست من فلیکا اثر مری اوهارا انتخاب کرد. فلیکا در ۱۷ سالگی اولین وبلاگ خود را آغاز کرد که به برجسته‌کردن مسائل مربوط به حقوق زنان در بنین اختصاص داشت، پس از آنکه یک تاجر بنینی گفته‌بود زنان هیچ سود و فایده‌ای در محل کار ندارند. در سال ۲۰۱۱ او رتبهٔ اول را در لیسانس ادبی بنین کسب کرد.
در سال ۲۰۱۵ با استفاده از پول کمک‌هزینهٔ دانشجویی خود، ایراوو مدیا را راه‌اندازی کرد تا الگوهایی را برای جوانان بنین به نمایش بگذارد. او همچنین با مدرک دیپلم از دانشکدهٔ ملی اداری و قضایی در بنین فارغ‌التحصیل شد. او در سال ۲۰۱۸ شروع به تحصیل در رشتهٔ مدیریت کسب‌وکار (MBA) در پاریس کرد.

## کنش‌گری
فلیکا چندین کمپین آنلاین را هماهنگ کرده‌است، از جمله #GiveMeMyCredit در سال ۲۰۱۶ که کمپینی را برای خلاقان، مانند عکاسان، به منظور حفظ حقوق کار خود و اعتبار در هنگام استفاده از آن به راه انداخت در همان سال، ایراو فساد دولتی در تأمین آب روستای بونوکو را افشا کرد. او در سال ۲۰۱۷ کمپینی را در رسانه‌های اجتماعی به نام #FreeMyBoobs راه‌اندازی کرد که سعی داشت نپوشیدن سوتین را برای زنان قابل قبول‌تر کند. در سپتامبر ۲۰۱۷، فلیکا اولین سخنرانی خود را در TEDx انجام داد.
فلیکا در سال ۲۰۱۸ بخشی از کمپین #TaxePasMesMo (از مگابایت‌های من مالیات نگیرید) بود. دولت بنین تلاش کرده بود برای دسترسی به اینترنت، پیامک‌ها و تماس‌های تلفنی، مالیات رسانه‌های اجتماعی وضع کند. فلیکا به سازماندهی و کمپین رسانه‌های اجتماعی و همچنین اعتراض مسالمت‌آمیز در سراسر شهرها کمک کرد. پس از ده روز، دولت از این طرح عقب‌نشینی کرد. اینترنت بدون مرز از این کمپین حمایت کرد و فلیکا به آنها مشاور می‌داد. در اکتبر ۲۰۱۸ فلیکا توسط یونیسف حمایت شد تا در روز جهانی دختر در مجمع ملی فرانسه سخنرانی کند.